# (400090) 2006 SV389
(400090) 2006 SV389 es un asteroide perteneciente al cinturón de asteroides, descubierto el 30 de septiembre de 2006 por Andrew Becker desde el Observatorio de Apache Point, Sunspot (Nuevo México), Estados Unidos.

## Designación y nombre
Designado provisionalmente como 2006 SV389.

## Características orbitales
2006 SV389 está situado a una distancia media del Sol de 2,704 ua, pudiendo alejarse hasta 3,064 ua y acercarse hasta 2,343 ua. Su excentricidad es 0,133 y la inclinación orbital 13,21 grados. Emplea 1624,20 días en completar una órbita alrededor del Sol.

## Características físicas
La magnitud absoluta de 2006 SV389 es 16,8.